# عينه السفلى (السوادية)

تعديل مصدري - تعديل

عينه السفلى هي إحدى قرى عزلة ال منصور بني وهب بمديرية السوادية التابعة لمحافظة البيضاء، بلغ تعداد سكانها 242 نسمة حسب تعداد اليمن لعام 2004.